# Revenge of the Electric Car
Revenge of the Electric Car (La venganza del Coche Eléctrico) es una película documental de Chris Paine, que también dirigió Who Killed the Electric Car?. El documental se estrenó en el Tribeca Film Festival el 22 de abril de 2011, el Día de Tierra.  El estreno ante el público tuvo lugar el 21 de octubre de 2011.

## Historia
El documental sigue a cuatro ĺíderes carismáticos de la industria del automóvil desde 2007 a finales de 2010 en su lucha para llevar el coche eléctrico al mercado mundial en medio de una recesión global. Los protagonistas son Bob Lutz de General Motors, Elon Musk de Tesla Motors, Carlos Ghosn de Renault-Nissan, y Greg Abbott, un conversor independiente de coches eléctricos de California.
Chris Paine declaró que las cosas volvían a ir en la buena dirección. La seguridad nacional y el petróleo empujaron desde la derecha, los temas mediambientales empujaron desde la izquierda y el capitalismo empujó en el centro. Entonces ocurre el cambio fundamental.

### Bob Lutz
En el documental se le nombra como Mr. Detroit.
En las fechas de rodaje era vicepresidente de GM. Anteriormente había trabajado en Chrysler y Ford. En Detroit se le conocía como
Mr. Horsepower. Personifica la evolución de la industria entre 2006 cuando se estrenó Who Killed the Electric Car? y 2011 cuando se estrenó The Revenge of the Electric Car. Bob Lutz era un detractor de los coches eléctricos para inclinarse más tarde hacia el desarrollo del híbrido enchufable Chevy Volt cambiando la cultura monolítica de GM.
En una secuencia muy interesante, Lutz se encuentra con Elon Musk en el North American International Auto Show de Detroit y visitan el área llamada Electric Alley (pasaje eléctrico) donde ven un Nissan Leaf por primera vez.

### Carlos Ghosn
En el documental se le nombra como The Warrior (el guerrero).
Es el CEO de Nissan/Renault de origen brasileño, francés y libanés. Desde fuera de Estados Unidos impulsó el desarrollo y comercialización del Nissan Leaf, un coche fabricado desde cero para ser un vehículo eléctrico.

### Elon Musk
En el documental se le nombra como Rocket Man (el hombre cohete).
En contraste con los grandes directivos de la industria está el que fue cofundador de Paypal, un carismático sudafricano tratando de convertir la pequeña Tesla Motors en un fabricante a gran escala. El documental le muestra cómo se enfrenta a la complejidad de la fabricación, los defectos que aparecían en numerosos Tesla Roadster, las reuniones con los futuros compradores que habían reservado un vehículo para decirles que el precio subiría otra vez sobre el precio previsto. Y todo mientras se divorciaba y tenía que atender a sus 5 hijos.

### Greg Abbott
En el documental se le nombra como The Outsider (el forastero).
Es un emprendedor independiente que modifica coches clásicos para convertirlos en eléctricos en Culver City, California.

### Otros participantes
Danny DeVito es entrevistado como entusiasta de los coches eléctricos, conductor del GM EV1 y dueño de un Chevy Volt.
Tom Hanks es entrevistado como conductor del GM EV1.
Dan Neil, reportero de Los Angeles Times. Es el único periodista del motor que ha ganado un premio Pulitzer, Neil explica el cinismo de la industria sobre la producción de coches respetuosos con el medio ambiente.
Chelsea Sexton, responsable del coche eléctrico GM EV1, le comunicó a Chris Paine, que entonces conducía un GM EV1 en alquiler por leasing, que al finalizar el contrato los coches serían destruidos. Paine habló con otro conductor del GM EV1, Dean Devlin (productor ejecutivo del documental), y decidieron realizar el documental Who Killed the Electric Car? que investigara el proceso. Chelsea Sexton le proporcionó mucha información desde dentro de GM actuando como una garganta profunda (whistleblower). Sexton fue despedida de GM al final de 2001 cuando la compañía cerró la planta de fabricación del EV1. Chelsea Sexton trabajó como consultora en el documental The Revenge of the Electric Car.

## Estreno y recepción

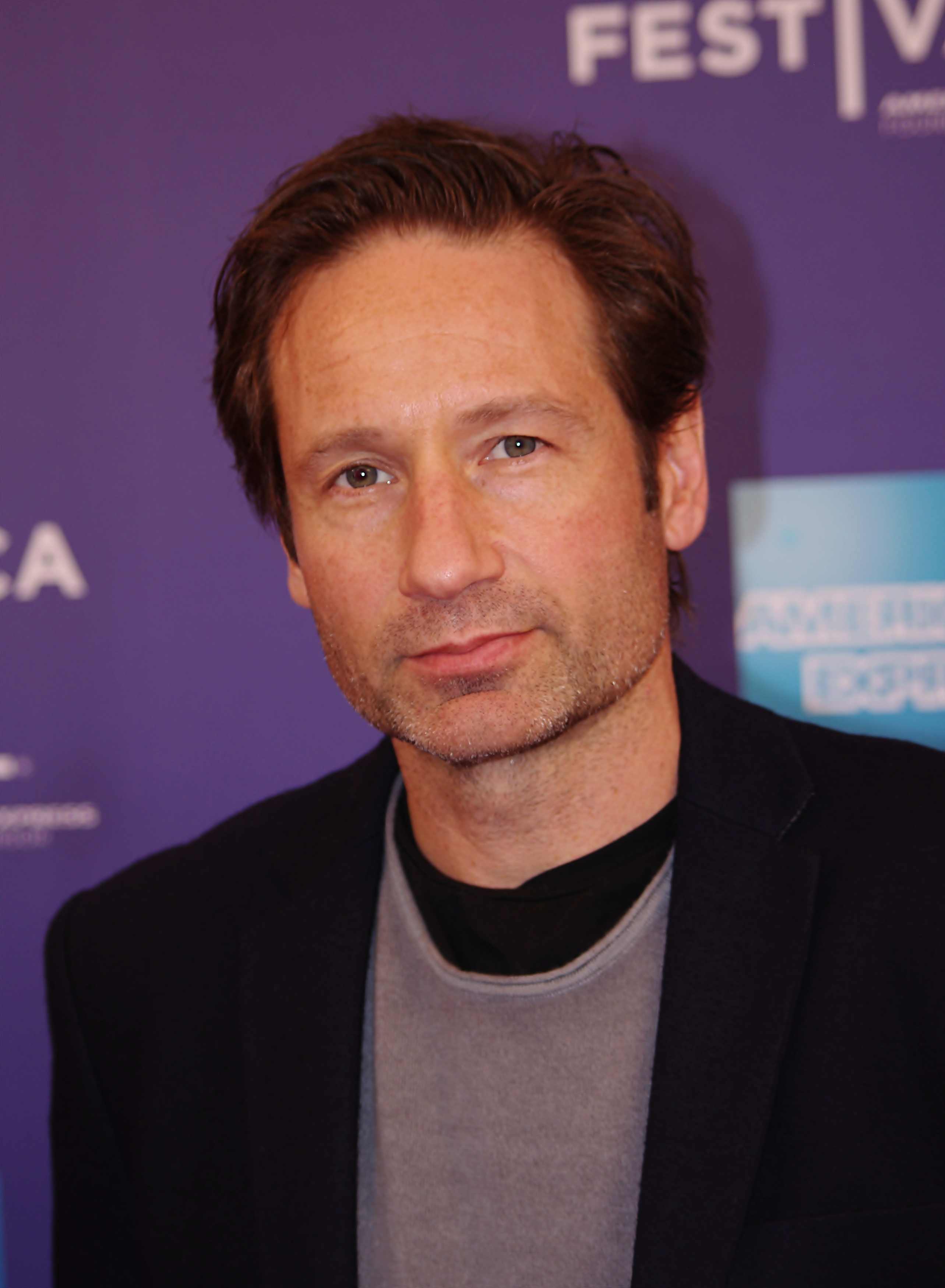
David Duchovny en 2011 moderó un debate entre los protagonistas del documental.

El documental se estrenó el Día de Tierra, el 22 de abril de 2011 en el  Tribeca Film Festival. El estreno al público se produjo el 21 de octubre de 2011 en Los Ángeles y Nueva York, y más tarde en otras ciudades.
En el School of Visual Arts Theater de Chelsea, Nueva York, el 23 de abril de 2011 David Duchovny moderó un debate en el que participaron los protagonistas del documental Bob Lutz, Elon Musk, Carlos Ghosn y Dan Neil.
ABC News escribió que más que una película sobre tecnología es sobre personas.

USA Today escribió que el documental es de visión obligada para cualquiera interesado en los coches."
The Guardian escribió que es más que una foto de las prácticas empresariales para crear vehículos para el mercado de masas, y mira dentro de las mentes de los líderes empresariales en sus esfuerzos por navegar a través de uno de los períodos económicos más tormentosos de nuestra reciente historia. Captura la rica tensión natural a medida que se produce.
Steven Rea del Philadesphia Inquirer escribió, Como película, la continuación del anterior documental de Paine es un fracaso.
J. R. Jones del Chicago Reader comentó, Al principio Paine era un activista de denuncia, pero ahora actúa como un animador y su película se asienta en la alabanza a los CEO que suelen aparecer en las portadas de las revistas de negocios.